# Batis senegalensis
Batis senegalensis е вид птица от семейство Platysteiridae.

## Разпространение
Видът е разпространен в Бенин, Буркина Фасо, Камерун, Чад, Кот д'Ивоар, Гамбия, Гана, Гвинея, Гвинея-Бисау, Либерия, Мали, Мавритания, Нигер, Нигерия, Сенегал, Сиера Леоне и Того.